# Фериц
Фериц (њем. Föritz) општина је у њемачкој савезној држави Тирингија. Једно је од 16 општинских средишта округа Зонеберг. Према процјени из 2010. у општини је живјело 3.607 становника. Посједује регионалну шифру (AGS) 16072005.

## Географски и демографски подаци
Фериц се налази у савезној држави Тирингија у округу Зонеберг. Општина се налази на надморској висини од 410 метара. Површина општине износи 32,1 km². У самом мјесту је, према процјени из 2010. године, живјело 3.607 становника. Просјечна густина становништва износи 112 становника/km².